# Чуллу (Джебраильский район)
Чуллу (азерб. Çullu) — село, расположенное на Гёянской степи, в 27 км к западу от города Джебраил, в пределах Дагтумасской административно-территориальной единицы Джебраильского района Азербайджана. С 1993 по 2020 год контролировалась непризнанной Нагорно-Карабахской Республикой (НКР). Азербайджан восстановил контроль над селом в октябре 2020 года в результате боевых действий.

## Топонимика
Согласно «Энциклопедическому словарю топонимов Азербайджана», изначально село называлось Чоллу. Данное название было связано с наименованием племени чол гуннского происхождения.

## История
В годы Российской империи село Чуллу входило в состав Джебраильского уезда Елизаветпольской губернии.
В советские годы село входило в состав Джебраильского района Азербайджанской ССР. В результате Первой карабахской войны в августе 1993 года перешло под контроль непризнанной Нагорно-Карабахской Республики. Позднее власти НКР включили территорию села в состав Кашатагском районе НКР.
28 октября 2020 года президент Азербайджана Ильхам Алиев заявил, что село Чуллу Джебраильского района перешло под контроль азербайджанских вооружённых сил.

## Население
По данным «Свода статистических данных о населении Закавказского края, извлеченных из посемейных списков 1886 года» в селе Чуллу Ковшутлинского сельского округа Джебраильского уезда было 22 дыма и проживало 88 азербайджанцев (указаны как «татары»), которые были шиитами по вероисповеданию и крестьянами.
По данным «Кавказского календаря» на 1912 год в селе Чуллу Карягинского уезда проживало 165 человек, в основном азербайджанцы, указанные как «татары».
По данным издания «Административное деление АССР», подготовленного в 1933 году Управлением народно-хозяйственного учёта Азербайджанской ССР (АзНХУ), по состоянию на 1 января 1933 года в селе Чуллу, входившем в состав Дагтумасского сельсовета Джебраильского района Азербайджанской ССР, было 35 хозяйств и проживало 184 жителей. Всё население сельсовета составляли азербайджанцы (в источнике — «тюрки»).